# Eivind Enger
Eivind Enger (22. února 1876 Drammen – 1954) byl norský fotograf.

## Životopis
Narodil se jako syn majitele hotelu Andrease Evensena Engera. Jeho manželka byla Lucie Enger (1881–?). Enger byl v roce 1911 předsedou norské asociace Norges Fotografforbund.
V roce 1901 publikoval Fri Damefrisering a v roce 1903 Elevator (Výtah). Pracoval na několika adresách v Kristianii:
- 1901–1902: Grændsen 16
- 1903–1931: Stortingsgd. 4
- 1915: Grændsen 10
- 1915: Lille Grændsegade 3

## Galerie

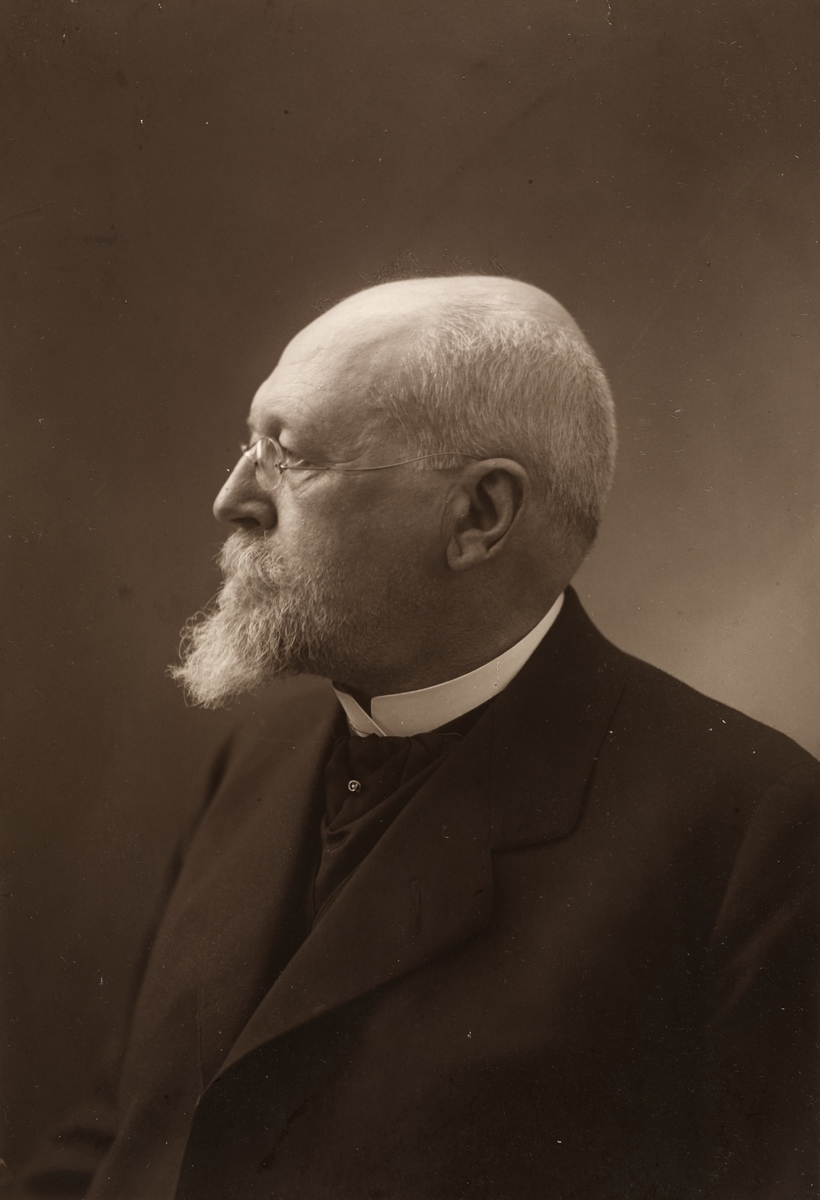
Fredrik Georg Gade, patolog
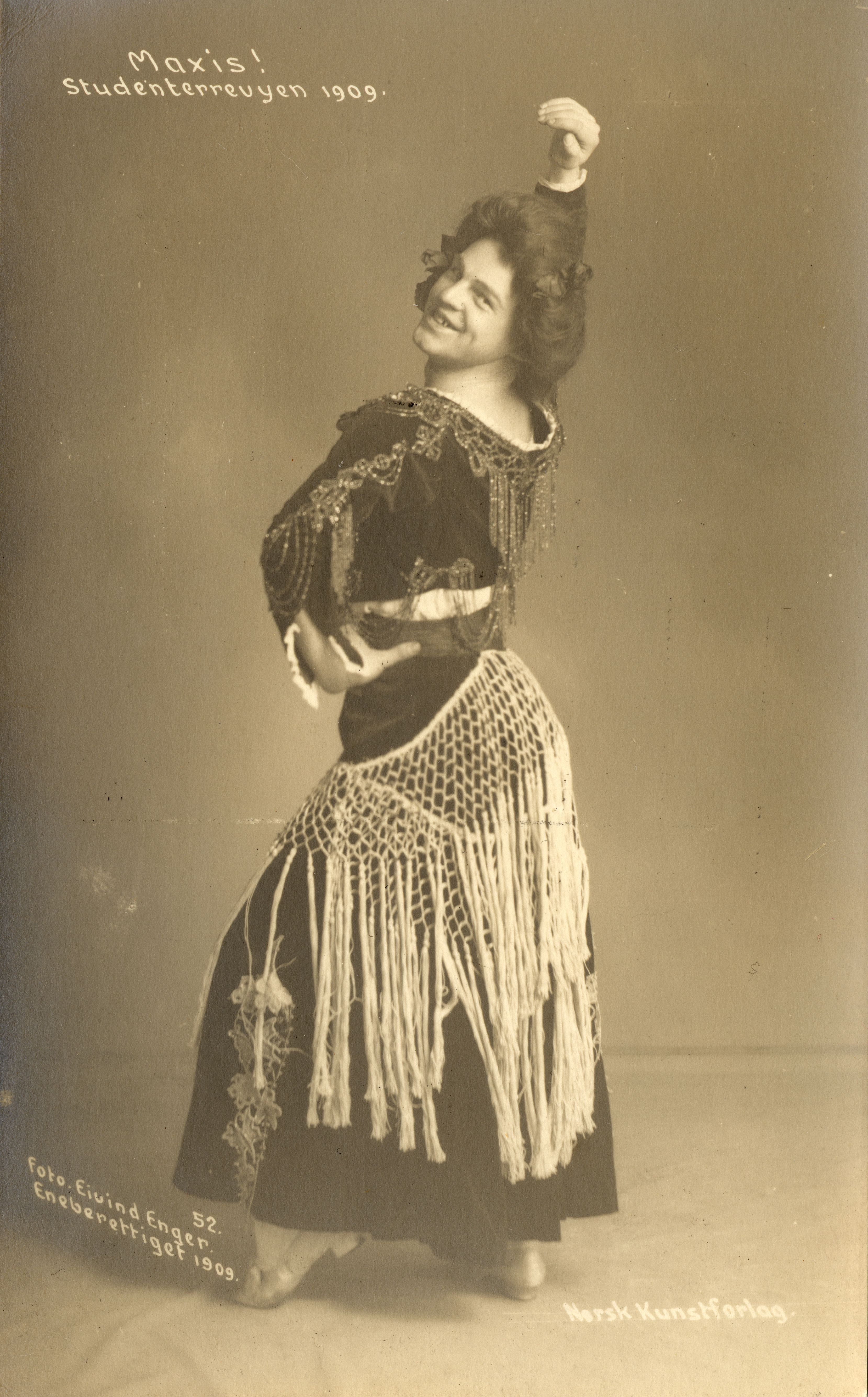
Maxis! Studenterrevyen 1909, Studentská revue
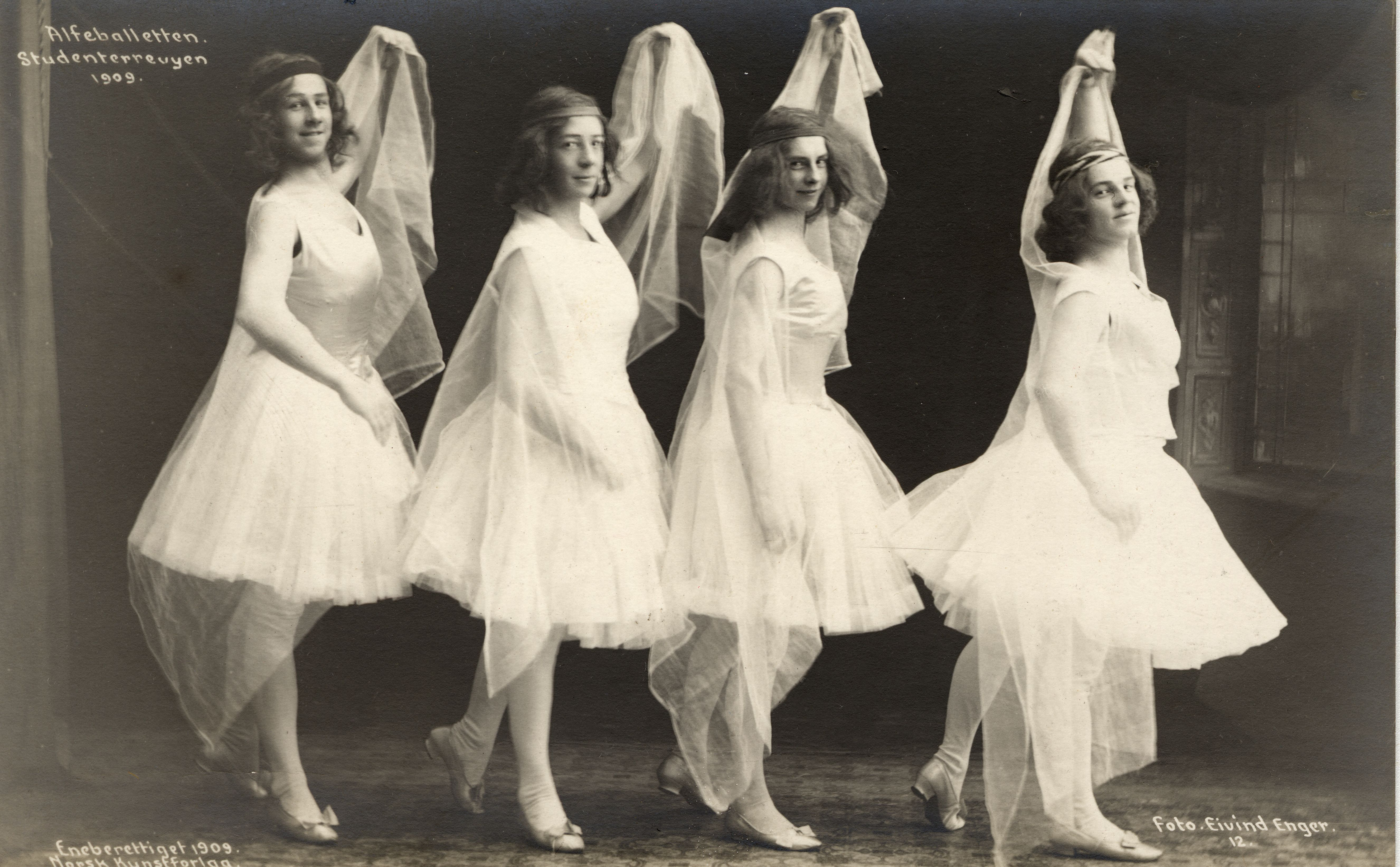
Maxis! Studenterrevyen 1909, Studentská revue
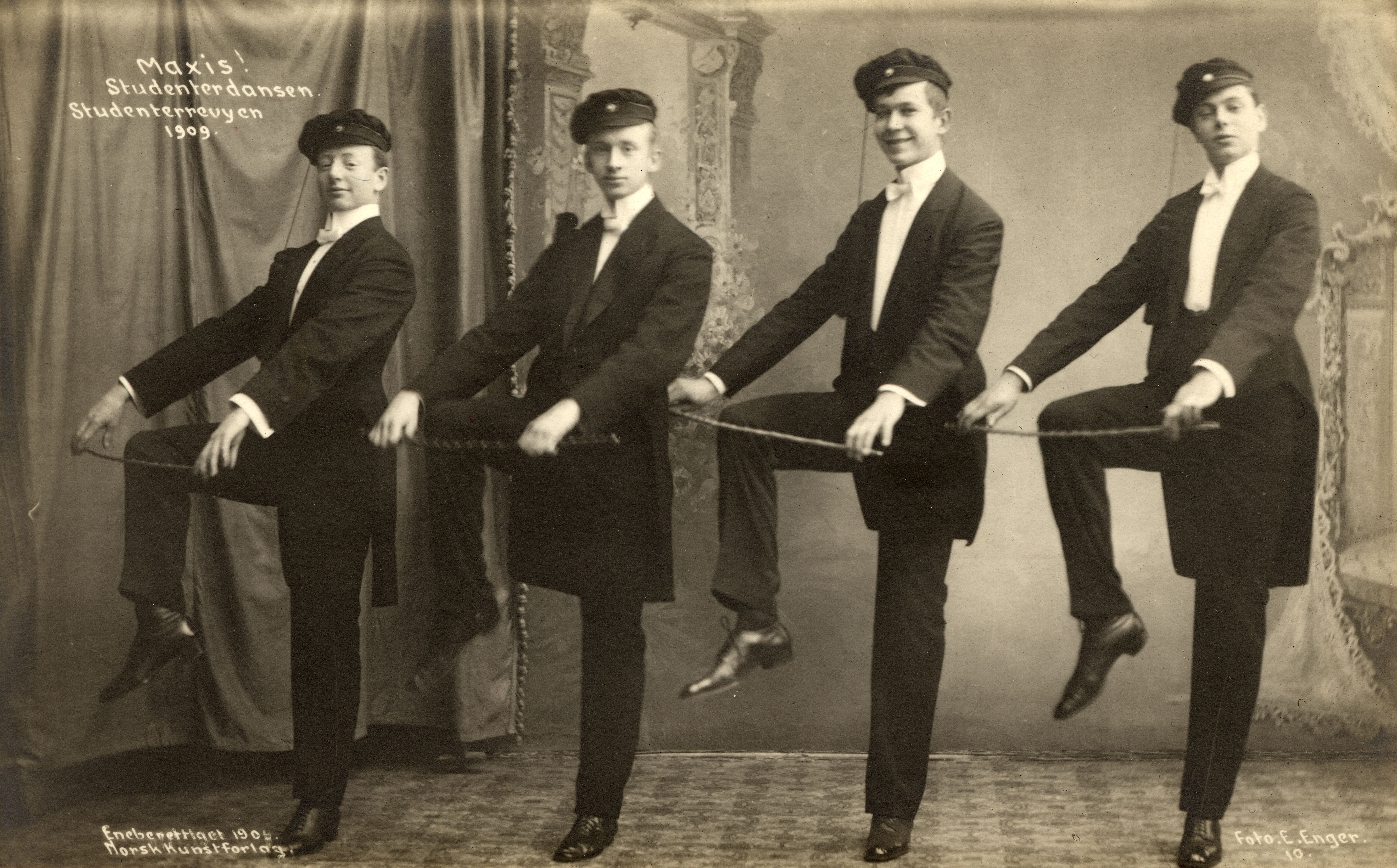
Maxis! Studenterrevyen 1909, Studentská revue
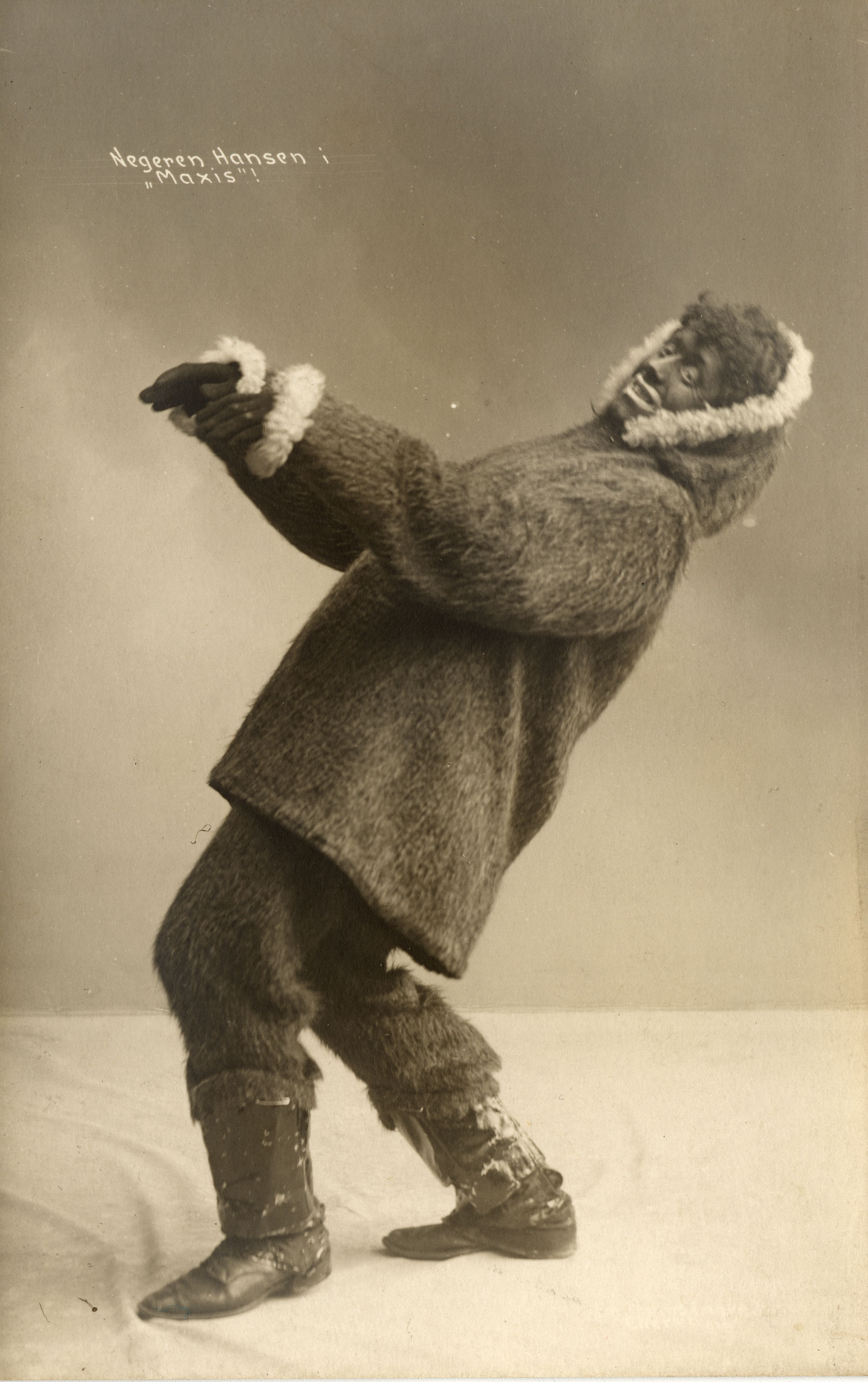
Maxis! Studenterrevyen 1909, Studentská revue
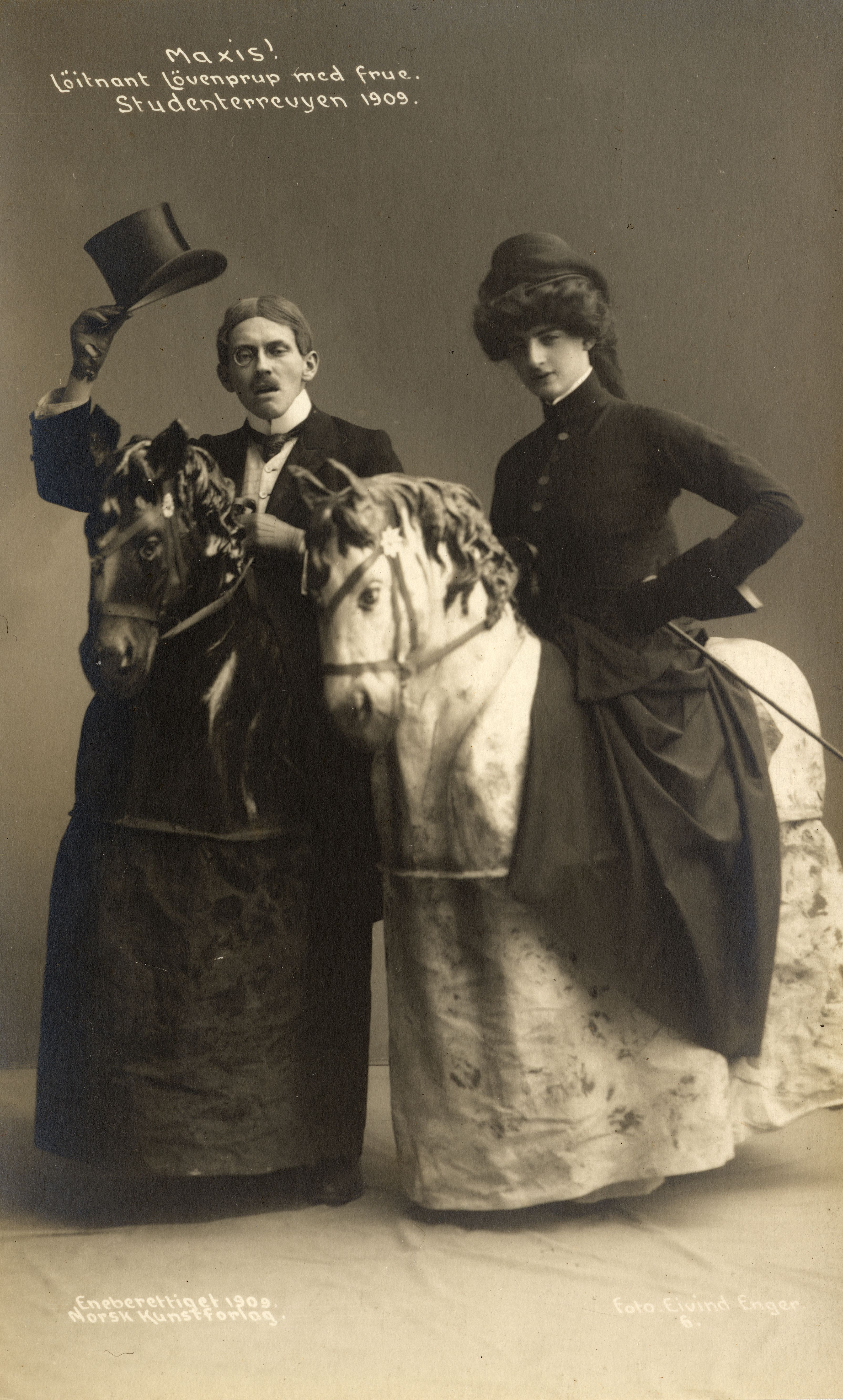
Poručík Lövenprup se svou ženou, Studentská revue, 1909
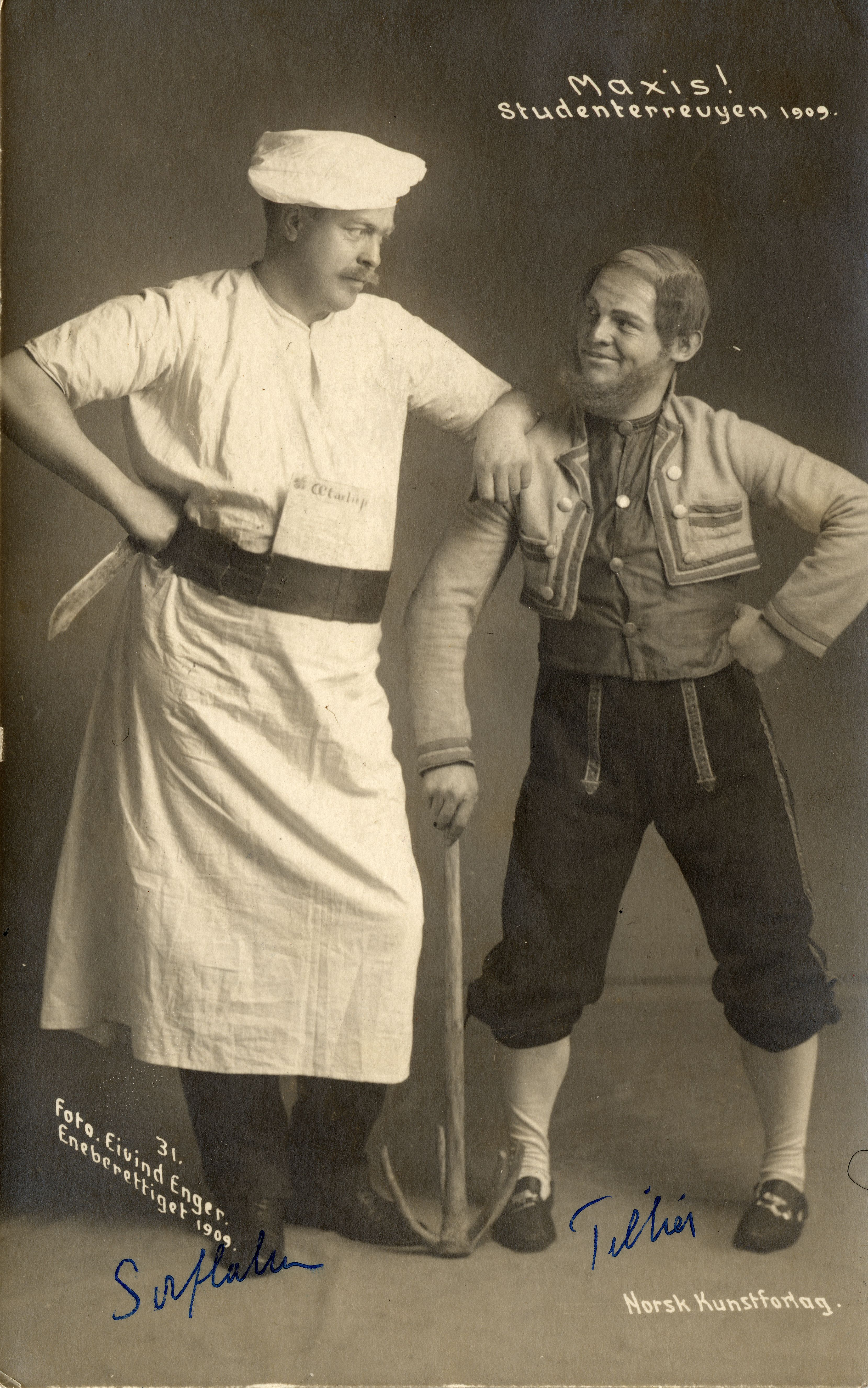
Maxis! Studenterrevyen 1909, Studentská revue
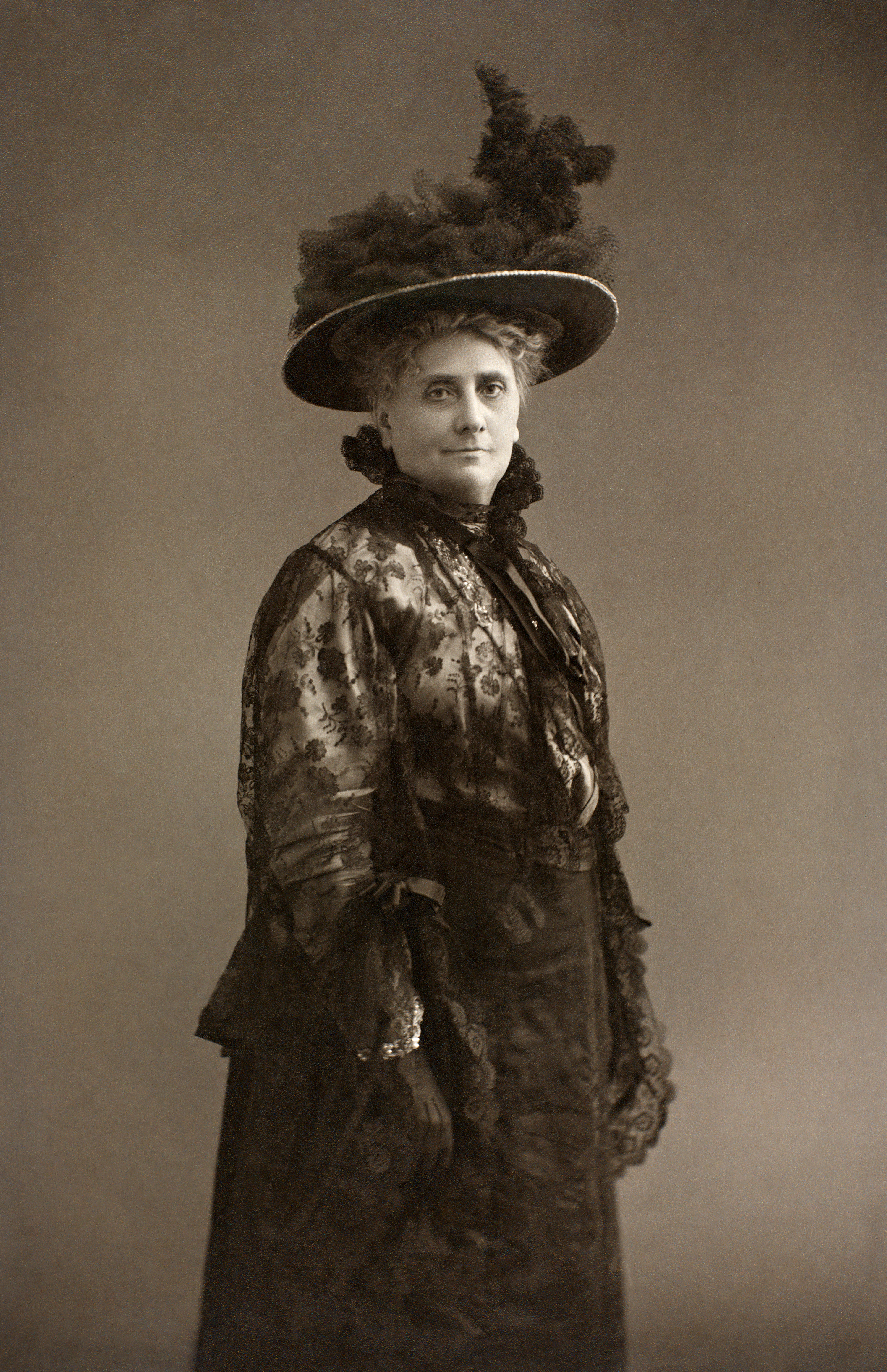
Gina Krog